# Azotus (stolica tytularna)
Azotus (łac. Diœcesis Azotiensis) – stolica historycznej diecezji w Cesarstwie Rzymskim (prowincja Palestina I), współcześnie w Izraelu. Wzmianki o biskupach pochodzą z IV–VI wieku. Od XV wieku katolickie biskupstwo tytularne, wakujące od 1953.

## Biskupi tytularni
| Lp. | Biskup                      | Od                   | Do                   |
| --- | --------------------------- | -------------------- | -------------------- |
| 1   | Hubert Yffz OPraem.         | 11 maja 1450         | 5 lutego 1483        |
| 2   | Johann von Eindhoven CRSA   | 27 lutego 1483       | 7 października 1509  |
| 3   | Johannes Enen               | 13 listopada 1517    | 31 lipca 1519        |
| 4   | Nikolaus Schienen de Cellis | 26 października 1519 | 31 sierpnia 1556     |
| 5   | Gregor Virneburg            | 20 grudnia 1557      | 30 stycznia 1578     |
| 6   | Peter Binsfeld              | 12 lutego 1580       | 19 września 1598     |
| 7   | Gregor Helfenstein          | 29 października 1599 | 21 października 1632 |
| 8   | Otto von Senheim OP         | 8 sierpnia 1633      | 11 listopada 1662    |
| 9   | Johannes Holler             | 27 sierpnia 1663     | 20 listopada 1671    |
| 10  | Giorgio Maria Trivulzio B.  | 7 listopada 1678     | 1689                 |
| 11  | Ludovico Savageri CRS       | 29 czerwca 1728      | 30 marca 1729        |
| 12  | Antonio Maria Ghislieri     | 6 lipca 1729         | 16 maja 1734         |
| 13  | Antônio Rodrigues de Aguiar | 15 marca 1815        | 3 października 1818  |
| 14  | Franciszek de Paula Pisztek | 27 września 1824     | 24 lutego 1832       |
| 15  | Rafael Barišić OFMObs.      | 24 marca 1832        | 14 sierpnia 1863     |
| 16  | Ferdinard Dupond MEP        | 9 września 1864      | 11 grudnia 1872      |
| 17  | Franz Bernert               | 28 stycznia 1876     | 18 marca 1890        |
| 18  | Augustin Göckel             | 2 maja 1890          | 11 maja 1912         |
| 19  | John McCort                 | 28 czerwca 1912      | 22 października 1920 |
| 20  | Gilles de Böck CICM         | 10 marca 1921        | 20 grudnia 1944      |
| 21  | Thomas Tharayil             | 9 czerwca 1945       | 8 stycznia 1951      |
| 22  | Gyözö Macalik               | 1951                 | 19 sierpnia 1953     |